# VIP
VIP је скраћеница која на енглеском језику означава „веома важну особу” (енгл. very important person). Имати статус VIP-ја значи на аеродромима ићи преко реда, имати приступ „VIP” просторијама и слично. На стадионима постоје „VIP” ложе. Статус VIP-ја имају дипломате вишег ранга, генерални директори великих компанија и други.
Повремено се среће и акроним VVIP (енгл. very very important person) како би се посебно нагласила важност неке особе.